# Sistema de observação hiperespectral de química atmosférica nano-satélite
O Nanossatélite (NACHOS) de Observação Hiperespectral de Química Atmosférica  é um CubeSat experimental 3U construído pelo Laboratório Nacional de Los Alamos . Tem como missão realizar fotografia hiperespectral de alta resolução de gases residuais para auxiliar investigadores que estudam temas como vulcanologia e alterações climáticas .

## Satélites
Até agora este programa lançou dois satélites com sucesso, eles são: NACHOS-1 e NACHOS-2.

### NACHOS-1
Este foi o primeiro satélite do programa, NACHOS-1, um Prometheus Block-2 1.5U CubeSat apresentando o módulo experimental 1.5U NACHOS anexado foi lançado a bordo do 17º Cygnus (nave espacial) da Northrup Grumman em 19 de fevereiro de 2022, da Wallops Flight Facility na Ilha Wallops, Virgínia . A nave de carga Cygnus acoplou na Estação Espacial Internacional, entregando mais de 3.600 kg de carga, antes de seguir para órbitas mais altas para aí lançar o satélite. O satélite foi lançado na órbita baixa da Terra (LEO) usando um implantador NanoRacks acoplado ao braço de carga da nave.

### NACHOS-2
O satélite NACHOS-2 foi transportado pelo foguete Virgin Orbit LauncherOne em julho de 2022. Este satélite fui implantado em órbita primo do NACHOS-1 e continuará a missão de monitorizar gases residuais na atmosfera terrestre.